# Гето Онсен
Гето Онсэн (яп. 夏油温泉) ― комплекс, включающий традиционную японскую гостиницу и природные термальные ванны ― онсэн, расположенный в городе Китаками, в префектуре префектуре Иватэ. Гето Онсэн был основан в 1134 году.

## Описание
Гето Онсэн находится в центре этнографического парка на берегу мелководной реки с кристально чистой водой. В онсене размещено пять ванн с водой разной температуры, поступающей из подземных источников. Вода поступает непосредственно из подземных источников, и никоим образом не изменяется. После любого типа сейсмической активности температура воды повышается. Здания старого онсэна, где расположены ванны имеют только крыши и колонны их поддерживающие, но нет стен, что позволяет посетителям наслаждаться красотой окружающей сельской местности. Распределение посещения пяти ванн мужчинами и женщинами организовано путём установления разного времени посещения ванн. Одна из ванн ― смешанная для посещения мужчинами и женщинами, что в настоящее время достаточно редко для Японии.
Номера в отеле простые, но удобные, с традиционными татами. Номера можно арендовать на несколько часов, чтобы отдохнуть после купания. Некоторые туристы приезжают не только к источникам, но чтобы провести время в одном из самых красивых природных мест Японии. Между зданиями онсэна и рекой стоит живописная скала, в некоторых местах голая, а в других покрытая деревьями с густой листвой, которая особенно красива осенью, когда листья становятся темно-красными.

## Галерея

Виды онсена
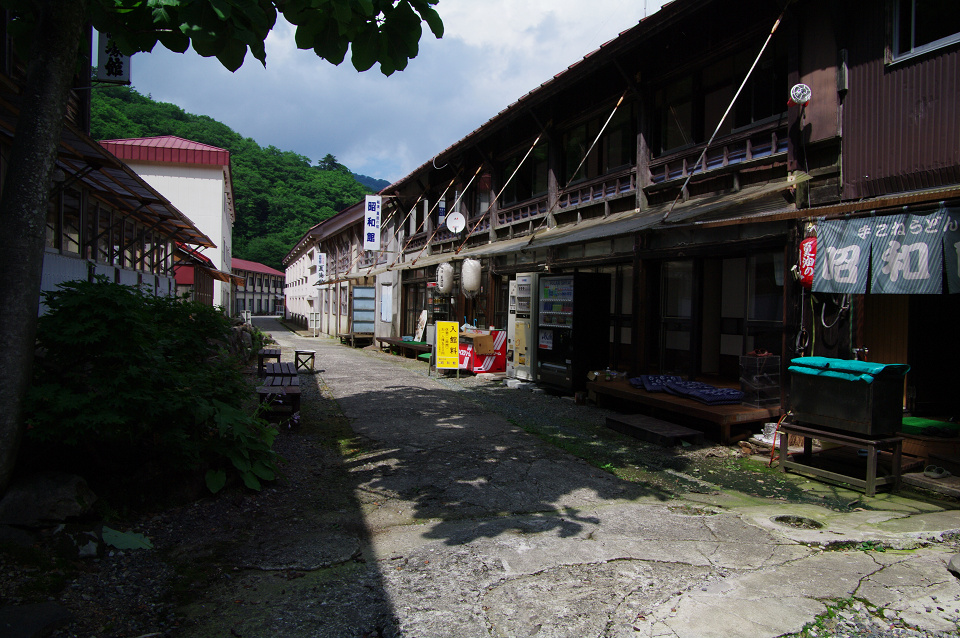
Вход в онсен
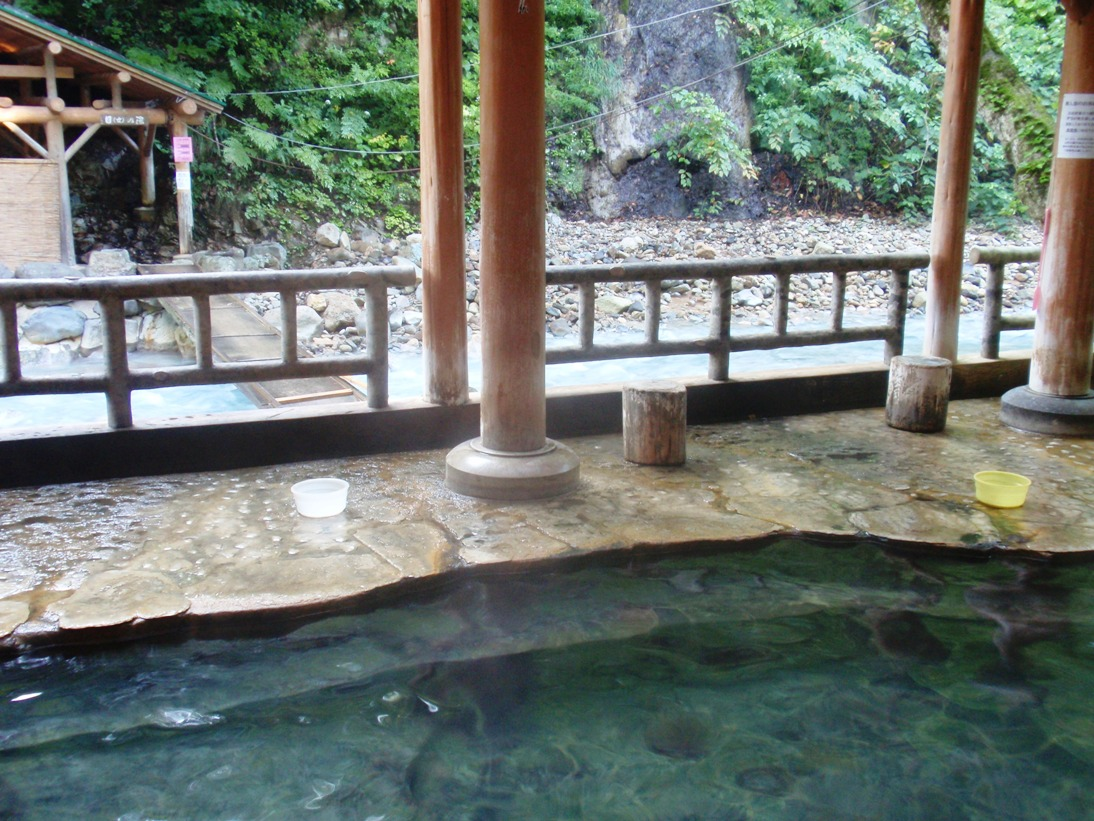
Ванна онсен с видом на реку
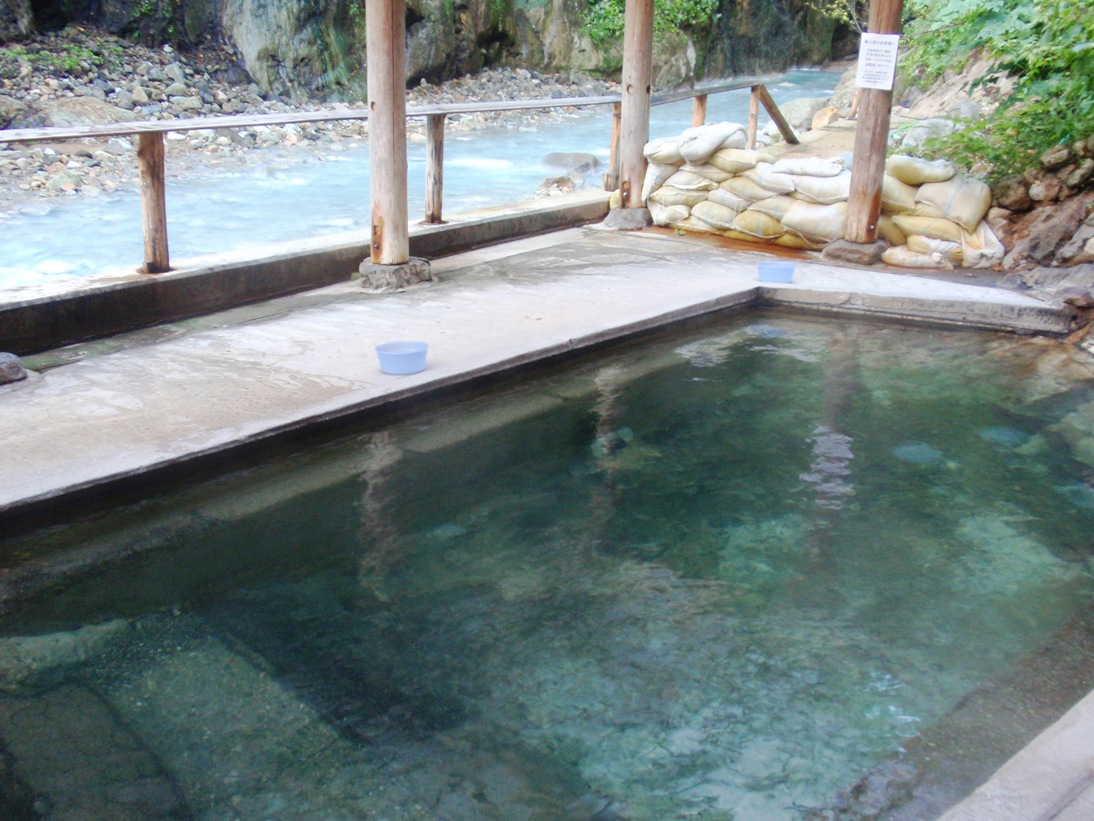
Ванна онсен с видом на реку